# Multifocal-Sensorsystem

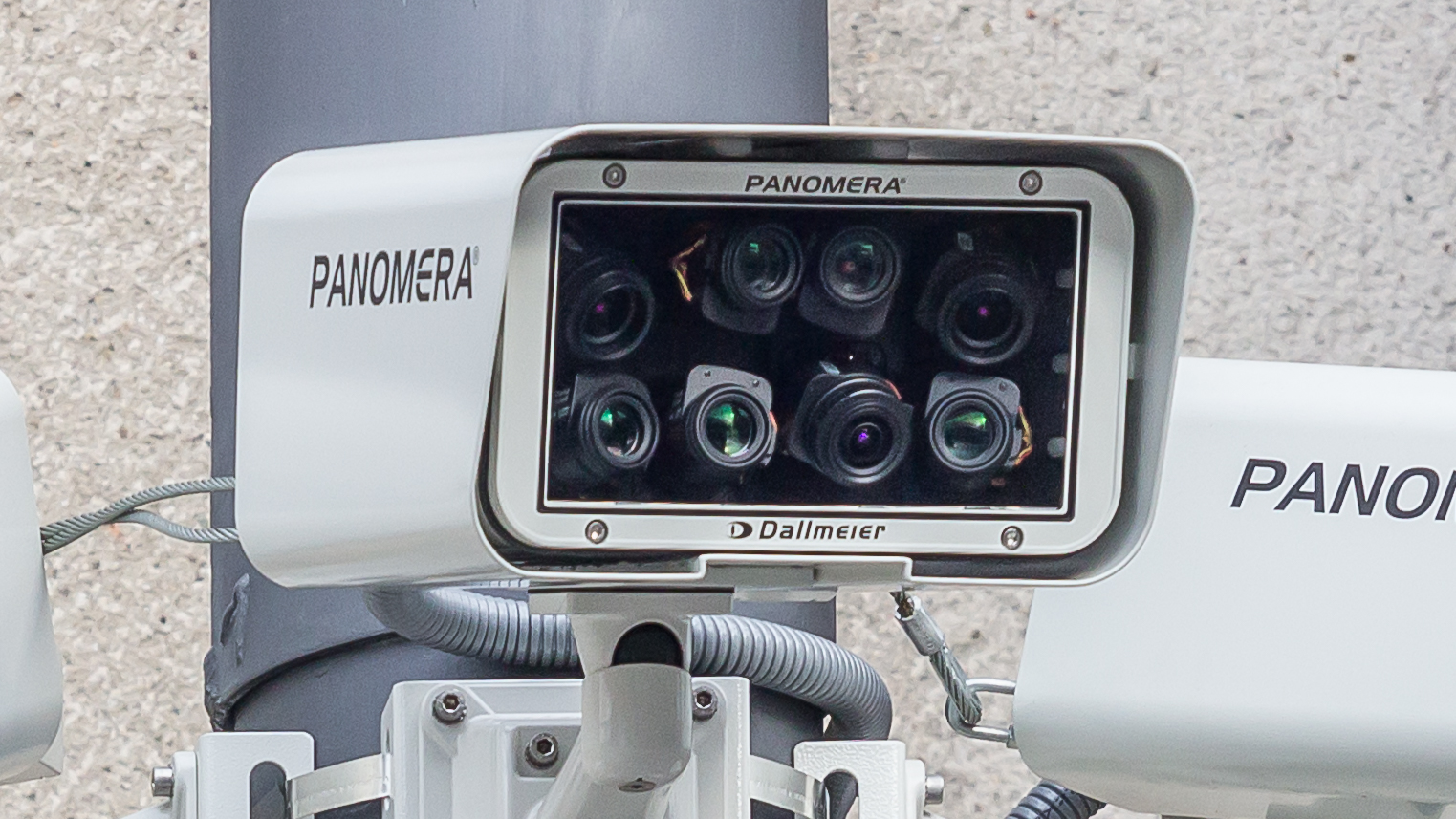
Multifocal-Kamera mit acht Objektiven

Ein Multifocal-Sensorsystem  (auch Multisensorsystem oder Multifocal-Kamera genannt) bezeichnet eine Kameratechnologie in der Videoüberwachung. Es handelt sich dabei um ein Kamerasystem, mit dem sowohl weite Flächen als auch große Distanzen in einer hohen Auflösungsqualität dargestellt werden. 2011 erhielt der deutsche Kamerahersteller Dallmeier aus Regensburg ein Patent auf die Multifocal-Sensorsystem-Technologie. Acht Jahre später folgte ein europäisches Patent.

## Technik

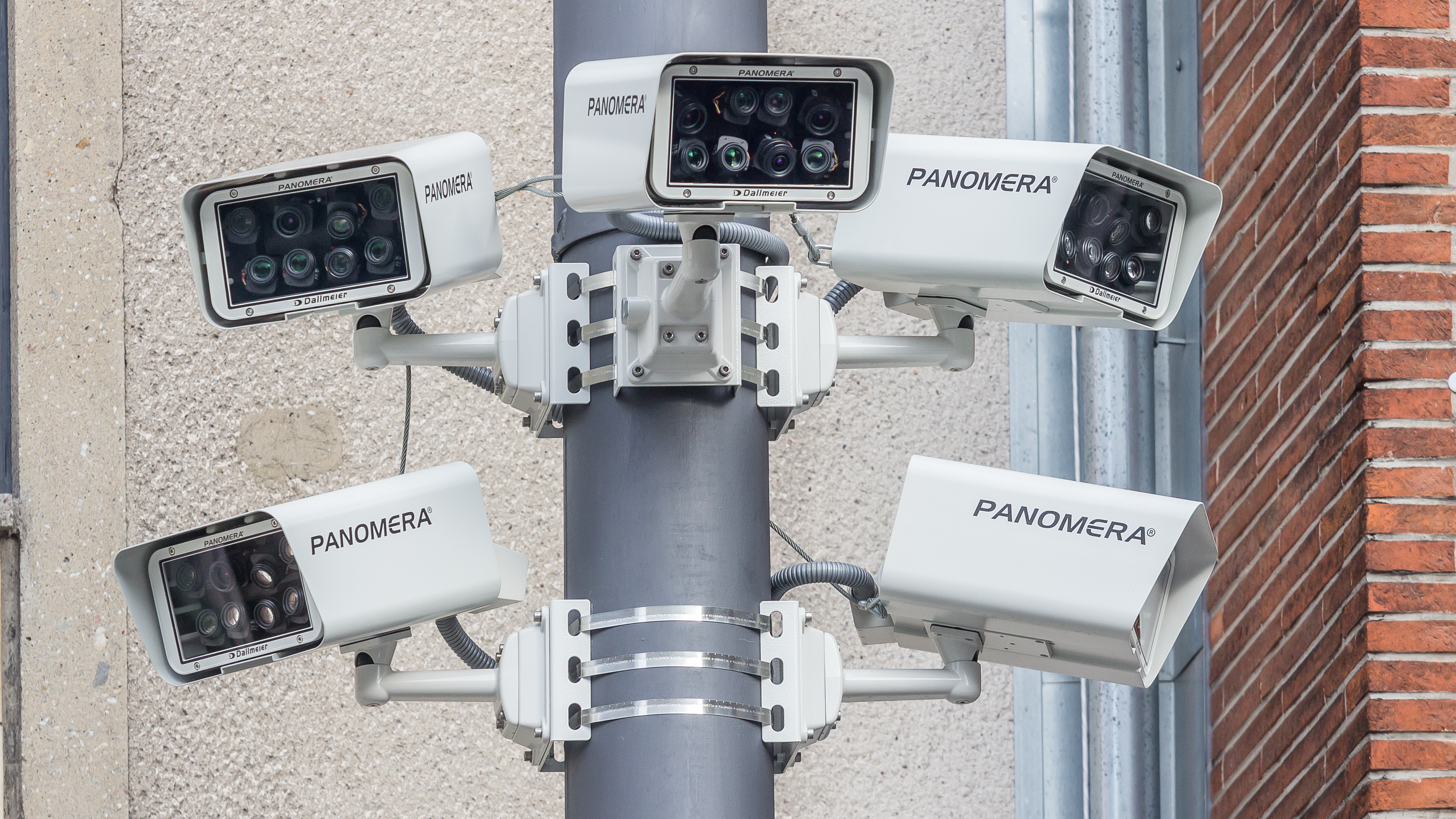
Fünf Multifocal-Kameras überwachen den Bahnhofsvorplatz Köln

Im Gegensatz zu herkömmlichen HD- und Megapixel-Kameras, die über ein einziges Objektiv verfügen, arbeitet ein Multifocal-Sensorsystem mit mehreren Objektiven mit jeweils unterschiedlichen Brennweiten. Durch dieses Sensorkonzept können große Flächen mit einem einzigen Kamerasystem überblickt werden.
Bei herkömmlichen Kameras werden die Pixel innerhalb des Sensors gleichmäßig genutzt, d. h., die vorhandenen Megapixel werden gleichmäßig auf das gesamte Bild verteilt. Die reale Szene ist allerdings nicht wie der Sensor zweidimensional, sondern dreidimensional – wobei die seitliche und tiefenperspektivische Ausdehnung nach hinten immer größer wird. Wenn die Pixel nun gleichmäßig auf dem Kamerasensor verteilt sind, heißt das, dass im hinteren Teil des Bildes ein viel größerer Bereich mit der gleichen Anzahl an Pixel aufgenommen wird wie im vorderen Teil. Versucht man nun, Bildausschnitte aus dem hinteren Bereich der Szene zu vergrößern, wird das Bild schnell unscharf und pixelig und es können keine Details erkannt werden.
Ein Multifocal-Sensorsystem hingegen gewährleistet ein gleichbleibendes Auflösungsraster über den gesamten Objektraum. Auch weiter entfernte Objekte können also mit derselben Auflösung dargestellt werden wie Objekte im vorderen Bildbereich. So können beispielsweise selbst in einer Entfernung von 160 m Personen noch eindeutig erkannt werden. Die Auflösung, die auf eine bestimmte Distanz erreicht werden soll, lässt sich je nach Projektanforderung individuell skalieren.
Mit einem Multifocal-Sensorsystem werden sämtliche Bereiche der gesamten Überwachungsszene gleichzeitig in maximaler Detailauflösung abgebildet und permanent aufgezeichnet. Dadurch wird das Problem von PTZ-Kameras (Pan-Tilt-Zoom), bei denen sich der Bediener zwischen Übersichtsbild oder Detailaufnahme entscheiden muss, umgangen. PTZ-Kameras zeichnen immer nur das auf, was der Bediener gerade live sieht. Wenn er also auf eine bestimmte Szene zoomt, wird auch nur dieser Bereich aufgezeichnet. Eventuelle zusätzliche Vorkommnisse im Sichtbereich der PTZ-Kamera gehen verloren und können auch im Nachhinein nicht mehr ausgewertet oder bewiesen werden. Ein Multifocal-Sensorsystem arbeitet hier anders: Unabhängig davon, auf welchen Bereich des Überwachungsgebietes sich ein Operator zu einem beliebigen Zeitpunkt konzentriert, wird damit immer das gesamte Geschehen – bei maximaler Auflösung von Details – aufgezeichnet. Somit kann ein Vorgang, wo immer er sich abgespielt hat, auch im Nachhinein detailliert rekonstruiert werden.